# Puderbach
Puderbach là một đô thị ở huyện Neuwied, bang Rheinland-Pfalz, nước Đức. Đô thị Puderbach có diện tích 11,03 km². Puderbach nằm ở Westerwald, cự ly khoảng 25 km về phía bắc Koblenz.
Puderbach là thủ phủ của Verbandsgemeinde ("đô thị tập thể") Puderbach.